# Кертес, Кальман
Кальман Кертес (венг. Kálmán Kertész; 2 января 1867, Прешов, Австро-Венгрия (ныне Словакия) — 27 декабря 1922, Будапешт) — венгерский учёный-энтомолог, зоолог, музеевед. Член-корреспондент Венгерской академии наук (c 1910). Доктор наук.

## Биография
Обучался на медицинском факультете, позже перешел на факультет свободных искусств университета в Будапеште. В 1894 году получил докторскую степень. С 1890 по 1896 год стажировался на кафедре университета.
С 1912 года — заведующий музейной коллекции двукрылых насекомых, позже — руководитель Зоологического отдела Венгерского национального музея в Будапеште. Заведующий кафедрой университета в 1919—1921 годах.

## Научная деятельность
Научную деятельность в университете начал с изучения остракод и коловраток, однако в 1894 году заинтересовался Двукрылыми.
Работал в области таксономии Двукрылых, большинство его публикаций относятся к семейству слепней, а также тропическим представителям некоторых семейств Acalyptrate (Sciomyzoidea, Lauxanioidea и т. д.), где он описал различные новые для науки виды Двукрылых.
Изучался, в основном, представителей Diptera о. Формозы (Тайвань) и других восточных стран, а также мух Новой Гвинеи и Южной Америки.
Его роль в исследовании венгерской фауны менее важна.
Мировую известность приобрел, опубликовав каталог двукрылых (Katalog der Paläarktischen dipteren). Каталоги семейства Tabanidae и Pipunculidae были опубликованы в журналах в 1900 и 1901 гг., затем с 1903 по 1907 вместе с М. Бецци, П. Штейном (1852—1921) и T. Беккером (в качестве соавторов) он редактировал весь каталог двукрылых Палеарктики и издал его в Будапеште. Уже в то время Кертес работал над мировым каталогом Diptera, который планировал подготовить и издать самостоятельно (в 10 томах). Первые два тома были изданы в 1902 году при поддержке Венгерского национального музея. Следующие 5 томов были напечатаны им за свой счет в Сегеде.
Рукописи 3-х остальных закончил в 1907 году, но из-за финансовых проблем, они не были опубликованы. Кроме того, им опубликованы 70 научных трудов на венгерском, немецком и английском языках. Его научные результаты были опубликованы в 40 научно-популярных статьях.
К. Кертес является основателем коллекции двукрылых венгерского Музея естественной истории. Коллекция насчитывает 250 000 образцов, собранных во всех регионах Венгрии того времени, в 150 населенных пунктах, в первую очередь, в районе Дабаша.
Он является основателем венгерского энтомологического общества.

## Избранные научные труды
- Catalogus Tabanidarum orbis terrarum universi (Természetrajzi Füzetek, 23, 1900, 1-79);
- Catalogus Pipunculidarum usque ad finem anni 1900 descriptorum (Természetrajzi Füzetek, 24, 1901, 157—168);
- Catalogus Dipterorum hucusque descriptorum (Bp., 1, 1902, 1-338; 2, 1902, 1-359; 3, 1908, 1-367; 4, 1909, 1-349; 5, 1909, 1-200; 6, 1909, 1-362; 7, 1910, 1-470);
- Orthorrhapha Nematocera (In: Katalog der paläarktischen Region, Bp., 1, 1-383);
- A magyarországi szúnyogfélék rendszertani ismertetése [Taxonomic review of the Hungarian mosquitoes] (Állattani Közlemények, 3, 1904, 1-75);
- Vorarbeiten zu einer Monographie der Notacanthen I-L. (Annales historico-naturales Musei nationalis hungarici, 6, 1908, 321—374 (I—XI); 7, 1909, 369—397 (XII—XXII); 12, 1914, 449—557 (XXIII—XXXV); 14, 1916, 123—218 (XXXVI-XXXVIII); 18, 1920-21, 153—176 (XXXIX-XLIV); 20, 1923, 85-129 (XLV-L);
- H. Sauter’s Formosa Ausbeute. Dorylaidae (Dipt.); Lauxaniinae (Dipt.); Syrphidae (Dipt.) (Annales historico-naturales Musei nationalis hungarici, 10, 1912, 285—299; 11, 1913, 88-101, 13, 1915, 491—534; 11, 1913, 273—285, 12, 1914, 73-87).